# Listes de mines
Cette page liste des mines, classées en fonction du type de production et du pays. 

## Selon la production
- Liste de mines de charbon
- Liste de mines de cuivre
- Liste de mines de diamants
- Listes de mines de fer
- Liste de mines de molybdène
- Listes de mines d'or
- Listes de mines d'uranium
- Liste de mines d'amiante

## Par pays

### Afrique
- Liste de mines en Afrique
  - Liste de mines en Algérie
  - Liste de mines en Angola
  - Liste de mines en Afrique du Sud
  - Liste de mines au Botswana
  - Liste de mines au Zimbabwe

### Amérique
- Listes de mines en Amérique
  - Listes de mines au Canada
  - Liste de mines aux États-Unis
  - Liste de mines au Mexique
  - Liste de mines en Amérique du Sud

### Asie
- Listes de mines en Asie
  - Liste de mines au Japon
  - Liste de mines en Chine
  - Liste de mines en Inde
  - Liste de mines en Indonésie
  - Liste de mines au Pakistan
  - Liste de mines en Russie

### Europe
- Listes de mines en Europe
  - Liste de mines en Allemagne
  - Liste de mines au Kosovo
  - Liste de mines en Pologne
  - Liste de mines en Tchéquie
  - Liste de mines en Roumanie
  - Liste de mines en Russie
  - Liste de mines au Royaume-Uni
  - Liste de mines en Ukraine

### Océanie
- Liste de mines en Océanie